# Casper (majański władca)
Casper znany też jako 11 Królik lub Ch’aaj K’ik’ (ur. 8 sierpnia 422, zm. prawdopodobne ok. 487 roku) – majański władca miasta Palenque i następca K’uk’ Bahlama I. Panował w latach 435–487.
Wstąpił na tron 9 sierpnia 435 roku w wieku 13 lat i panował przez 52 lata. Dłużej od niego władzę sprawował tylko Pakal Wielki. Mimo tak długich rządów niewiele wiadomo na jego temat. Również glif z jego imieniem nie został do końca odczytany, więc umownie określany jest jako Casper. Taki przydomek nadał mu archeolog Floyd Lounsbury, ponieważ wizerunek na glifie z jego imieniem przypomina postać Kacpra z filmu animowanego. Inny badacz David Kelley nadał mu imię 11 Królik od daty narodzin władcy, która w kalendarzu tzolkin przypadła 11 Lamat (symbolem dnia Lamat jest królik). Z kolei epigrafista Guillermo Bernal Romero badający inskrypcje ze Świątyni XVI zasugerował, że prawdziwe imię władcy to Ch’aaj K’ik. Dotychczas udało się odczytać pierwszy człon glifu, który brzmi ch’a.
Teksty wspominają, że młody władca przewodził uroczystości z okazji zakończenia ósmego baktunu i rozpoczęcia dziewiątego. Jeden baktun trwał 144 000 dni, czyli ok. 395 lat. Ceremonia odbyła się w Toktahn – Casper podobnie jak K’uk’ Bahlama I nosił tytuł „króla Toktahn”. Władca przewodniczył też dwukrotnie (w 445 i 460 roku) w ceremonii inauguracyjnej kilku dostojników.
Choć data jego śmierci się nie zachowała to najpewniej żył do 487 roku, kiedy to władzę przejął B’utz Aj Sak Chiik.